# Бродський Абрам Маркович
Бродський Абрам Маркович  (1816, Златопіль, Київська губернія — 1884, Київ)  — одеський та київський підприємець єврейського походження, благодійник.